# Saransk
Saransk (russisch Сара́нск, mokschanisch Саранош/Saranosch, ersjanisch Саран ош/Saran osch) ist eine Stadt in Russland und Hauptstadt der Republik Mordwinien mit 314.871 Einwohnern (Stand: 2021).
Nach einer Erhebung aus dem Jahr 2010 zählt Saransk zu den lebenswertesten Städten Russlands.

## Geografie und Stadtgliederung
Saransk liegt im europäischen Teil Russlands und 642 km südöstlich von Moskau, am linken Ufer des Alatyr-Zuflusses Insar aus dem Flusssystem der Wolga. Die Entfernung zur nächstgelegenen Großstadt Pensa beträgt rund 150 km, die größte unter den benachbarten Ortschaften ist die Stadt Rusajewka etwa 25 km südwestlich gelegen.
Das Stadtgebiet von Saransk ist in drei Rajons unterteilt: Leninski (102.219 Einwohner, Stand 14. Oktober 2010), Oktjabrski (100.189) und Proletarski (95.007). Zum Stadtkreis gehören außerdem die Siedlungen städtischen Typs Luchowka (8639 Einwohner), Nikolajewka (5058) und Jalga (5672) sowie 13 Dörfer und ländliche Siedlungen, u. a. Iwanowka. Alle Dörfer und Siedlungen sind der Verwaltung des Rajons Oktjabrski unterstellt. Saransk liegt in der Zeitzone MSC (Moscow Time). Der Versatz der anwendbaren Zeit in Bezug auf UTC beträgt +3:00.

### Klima
Das Klima ist gemäßigt kontinental, relativ kalt, frostig im Winter und gemäßigt im Sommer. Die durchschnittliche Jahrestemperatur beträgt +3,9 °C. Die durchschnittliche Temperatur im Winter beträgt −11 °C, im Sommer +18 °C. Der kälteste Monat ist der Januar mit einer Durchschnittstemperatur von −11,7 °C. Am wärmsten ist der Juli, seine mittlere Temperatur beträgt 19,9 °C. Das absolute Temperaturmaximum liegt bei +37 °C (im Jahr 2010 wurde ungewöhnliche Hitze beobachtet, die Lufttemperatur überschritt +39 °C) und das absolute Temperaturminimum bei −49 °C. Die durchschnittliche jährliche Niederschlagsmenge beträgt ca. 500 mm. Abweichung zu minimalen und konstanten Werten bis 180 mm.
|                       | Jan   | Feb   | Mär  | Apr  | Mai  | Jun  | Jul  | Aug  | Sep  | Okt | Nov  | Dez   |   |     |
| Mittl. Tagesmax. (°C) | −8,3  | −6,8  | −0,8 | 10,5 | 20,2 | 23,3 | 24,9 | 23,6 | 16,7 | 7,7 | −0,1 | −5,5  | ⌀ | 8,9 |
| Mittl. Tagesmin. (°C) | −15,3 | −14,3 | −8,0 | 1,3  | 7,5  | 11,6 | 13,6 | 11,9 | 6,9  | 0,8 | −5,2 | −11,5 | ⌀ | 0   |
|                       |       |       |      |      |      |      |      |      |      |     |      |       |   |     |
| Niederschlag (mm)     | 32    | 24    | 25   | 32   | 39   | 59   | 74   | 50   | 49   | 47  | 44   | 35    | Σ | 510 |
|                       |       |       |      |      |      |      |      |      |      |     |      |       |   |     |
| Regentage (d)         | 9     | 7     | 7    | 6    | 7    | 9    | 9    | 8    | 9    | 9   | 10   | 9     | Σ | 99  |

| −15,3 |

| −14,3 |

| −8,0 |

| 1,3 |

| 7,5 |

| 11,6 |

| 13,6 |

| 11,9 |

| 6,9 |

| 0,8 |

| −5,2 |

| −11,5 |

| −15,3 |

| −14,3 |

| −8,0 |

| 1,3 |

| 7,5 |

| 11,6 |

| 13,6 |

| 11,9 |

| 6,9 |

| 0,8 |

| −5,2 |

| −11,5 |

## Relief
Das Relief der Stadt wird durch ihre Lage am Wolga-Hochland bestimmt. Die durchschnittliche Höhe des Stadtzentrums beträgt 160 m über dem Meeresspiegel [11]. Die Hauptwohngebiete von Saransk liegen im Höhenbereich von 125–200 m, die absoluten Höhen erreichen 230–250 m in den Drive-Divide-Räumen und die geologische Umgebung der Stadt setzt sich aus Kohle-, Jura-, Kreide- und quartären Sedimenten zusammen.

## Geschichte
Saransk entstand aus einer Siedlung, die 1641 als Fort an der südöstlichen Grenze des Russischen Zarentums errichtet wurde. Diese Gegend war zuvor vorwiegend vom finno-ugrischen Volk der Mordwinen besiedelt. Dementsprechend entstammt der Ortsname der mordwinischen Sprache, wo sara so viel wie „Sumpf“ bedeutet, was die hiesige Landschaft treffend zu beschreiben vermochte.
1651 wurde die Festung zur Kreisstadt erhoben. 1670 fiel sie zeitweilig an die aufständischen Bauern um Stenka Rasin, und auch im Pugatschow-Bauernaufstand hundert Jahre später diente Saransk den Rebellen als einer der Stützpunkte. Zu jener Zeit lebten auf dem annähernd rechteckigen Festungsgelände vorwiegend Kosaken und Strelizen.
Nach der Ausdehnung der Grenzen des Zarenreichs bis zum 18. Jahrhundert verlor die Stadt ihre militärische Bedeutung. Seit diesen Zeiten entwickelten sich hier der Handel (vorwiegend mit Ledern, Wachserzeugnissen und landwirtschaftlichen Produkten) und kleinere Industrie. Im 19. Jahrhundert wurde Saransk dreimal von Großbränden verwüstet und danach neu erbaut. Mitte des 19. Jahrhunderts gab es in der Stadt etwa zwei Dutzend Manufakturen und bereits deutlich über 10.000 Einwohner.
Die Verlegung der Eisenbahnlinie von Moskau nach Kasan über Saransk im Jahre 1893 steigerte die Bedeutung des Ortes als Handelsstadt erheblich. Anfang des 20. Jahrhunderts galt Saransk als eines der Zentren der revolutionären Bewegung der Wolga-Region.
Am 20. Dezember 1934 wurde Saransk zur Hauptstadt der neu gebildeten Mordwinischen Autonomen Sozialistischen Sowjetrepublik. In den 1960er- und 1970er-Jahren wurde die Altstadt umgestaltet.
Im Sommer 2018 war sie ein Spielort der Fußball-Weltmeisterschaft.

### Bevölkerungsentwicklung
| Jahr | Einwohner |
| ---- | --------- |
| 1897 | 14.584    |
| 1926 | 15.431    |
| 1939 | 41.146    |
| 1959 | 91.034    |
| 1970 | 190.575   |
| 1979 | 263.337   |
| 1989 | 312.128   |
| 2002 | 304.866   |
| 2010 | 297.415   |
| 2011 | 297.400   |
| 2012 | 297.924   |
| 2013 | 298.287   |
| 2014 | 299.195   |
| 2015 | 302.285   |
| 2016 | 307.698   |
| 2017 | 314.789   |
| 2018 | 318.841   |
| 2021 | 314.871   |

Anmerkung: Volkszählungsdaten

## Wirtschaft

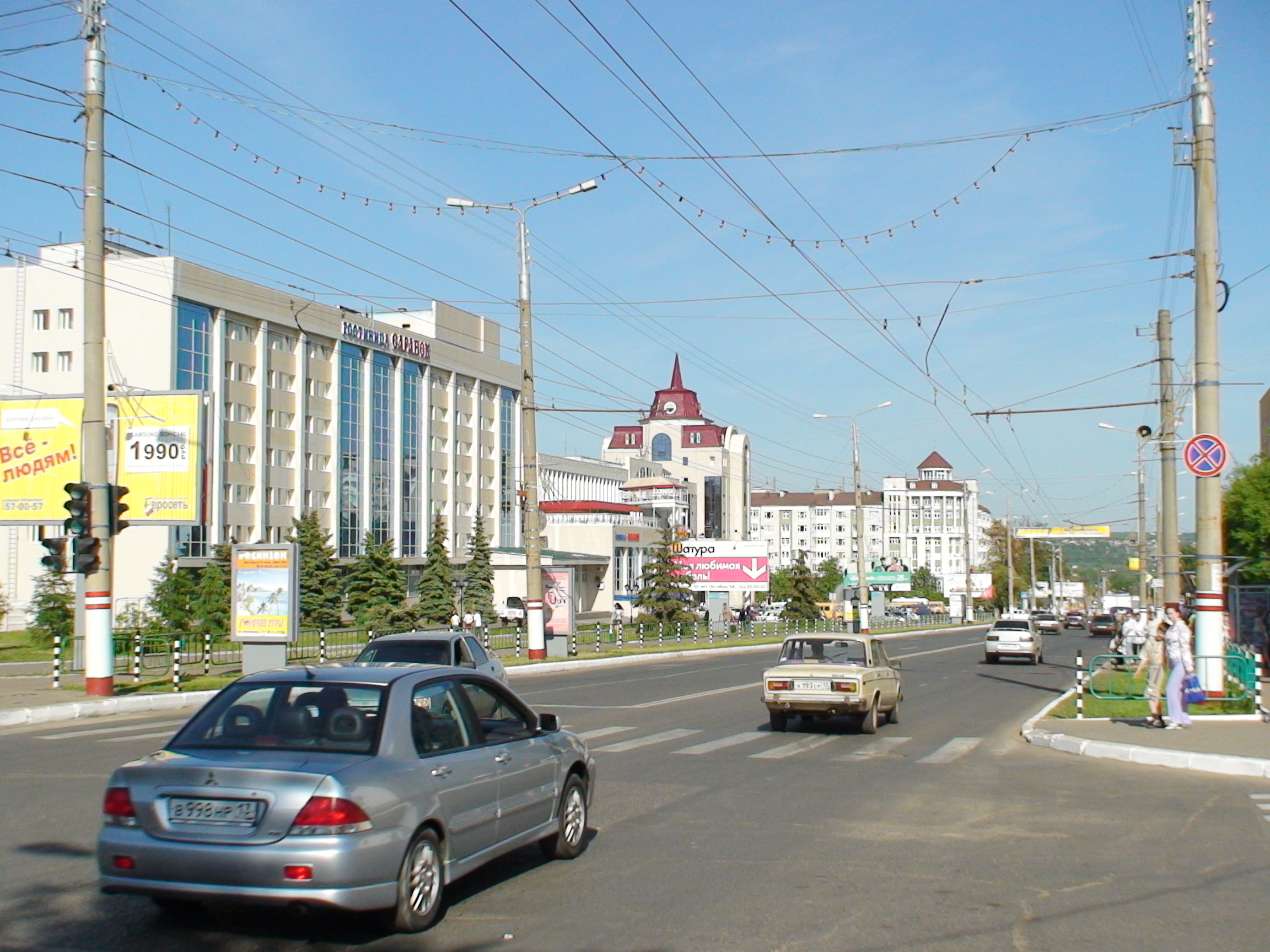
Die „Kommunistische Straße“ im Zentrum von Saransk

Das heutige Saransk gilt als bedeutende Industriestadt mit Maschinen- und Waggonbau, Metallurgie, Baustoffherstellung, Leicht- und Nahrungsmittelindustrie. In der Stadt sind mehrere Forschungsinstitute sowie Hochschulen, darunter die Staatliche Mordwinische Universität, ansässig.

## Verkehr
Saransk ist ein Eisenbahnknotenpunkt und verfügt mit dem Flughafen Saransk (IATA: SKX, ICAO: UWPS) über einen internationalen Flughafen, der 2017 im Zusammenhang mit der bevorstehenden Fußballweltmeisterschaft 2018 ausgebaut wurde. Saransk ist mit der russischen Hauptstadt Moskau über eine Zweigstrecke der föderalen Fernstraße M5 Ural verbunden. In der Stadt wird sie von der Fernstraße R158 gekreuzt, die zwischen Nischni Nowgorod, Pensa und Saratow verläuft. Hier beginnt die R178, die die Stadt mit Uljanowsk verbindet. Im innerstädtischen öffentlichen Verkehr spielt das 1966 eröffnete Oberleitungsbusnetz eine wichtige Rolle.

## Sehenswürdigkeiten

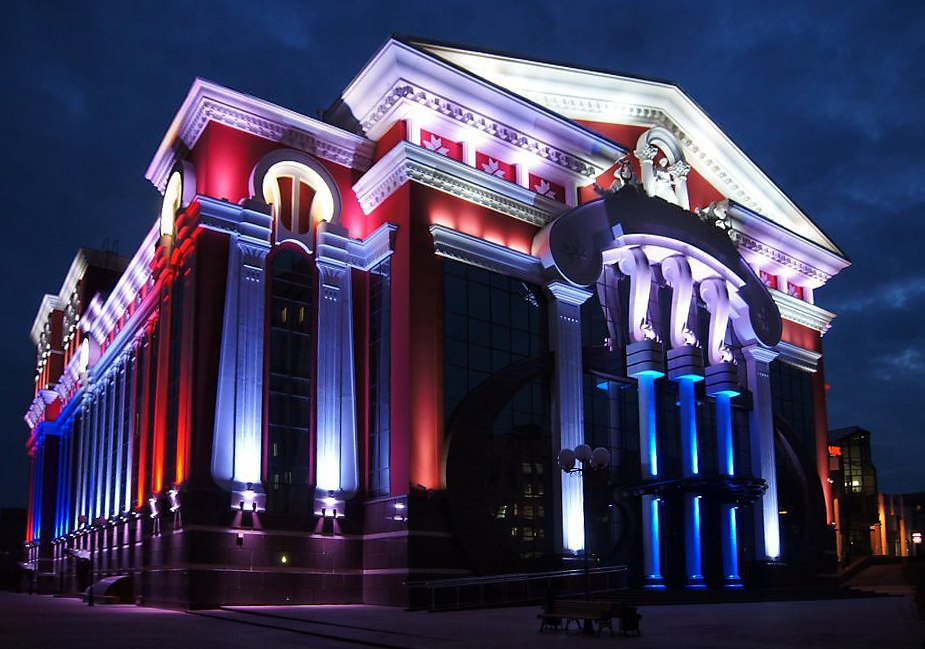
Das Jauschew-Theater

- Der Fernsehsendemast Saransk ist ein 1961 errichteter, 180 m hoher abgespannter Stahlrohrmast zur Verbreitung von UKW- und Fernsehprogrammen. Er ist in zwei Ebenen mit je vier mit einem Laufsteg ausgestatteten Querträgern ausgestattet, die von der Maststruktur zu den Abspannseilen führen und auch Antennen tragen.[4]
- Theodor-Kathedrale. Die Kathedrale wurde 2006 im Empire-Stil erbaut und vom Patriarchen Alexius II. geweiht. Der Kirchenbau  mit der 60-Meter-Kuppel ist für dreitausend Gemeindemitglieder ausgelegt.
- St.-Johannes-Kirche. Der Tempel ist das älteste erhaltene architektonische Objekt auf dem Gebiet von Mordowien und wurde in den 1960er Jahren zum architektonischen Denkmal erklärt. Die Kirche wurde Ende des 17. Jahrhunderts errichtet, 200 Jahre später wurde ihr ein Glockenturm beigefügt. Seit 1944 war sie die einzige in der Republik.
- Heimatmuseum.  Eines der ältesten Museen Mordowiens, das 1918 auf Initiative von Vertretern der lokalen Intelligenz gegründet wurde. Seine Sammlungen befinden sich in mehreren Zweigstellen.
- Museum der mordwinischen Kultur.  Die Museumssammlung befindet sich in einem Herrenhaus aus dem 19. Jahrhundert, das ein Denkmal der Stadtarchitektur darstellt. Bis zur Revolution 1917 gehörte dieses Haus dem Kaufmann K. H. Barablin.

## Religionen
Die große Mehrheit der Stadtbewohner gehört dem russisch-orthodoxen Christentum an. Diese Glaubensrichtung ist mit zehn Kirchen, Kathedralen und Klöstern in der Stadt vertreten. Im August 2012 wurde der Bau der Kirche der Apostelgleichen Heiligen Brüder Kyrill und Method fertiggestellt. Daneben gibt es auch eine altorthodoxe Kirche sowie zwei islamische Moscheen und einen Königreichssaal der Zeugen Jehovas.

## Sport
Wichtige Sportanlagen in der Stadt sind unter anderem Republikanische Palast des Sports, der Eispalast, der Sportkomplex „Mordowia“ und das Gymnastik-Zentrum Leonid Arkaew. Auf dem Territorium der Stadt befinden sich die Stadien „Start-“ und „Mordowija-Arena“.
Einer der bekanntesten Sportvereine der Stadt ist der Fußballklub FK Mordowija Saransk, der am Spielbetrieb der Ersten russischen Division teilnimmt.
Im Mai 2012 fand in der Stadt die Weltmeisterschaft im Gehen statt. In Saransk gibt es auch ein Eisstadion, wo mehrfach Finalläufe zur Eisspeedway-Weltmeisterschaft stattfanden, auch im Rahmen des Eisspeedway-WM Grand Prix. Von 2003 bis 2010 fand in Saransk ein jährlich ausgetragenes Tennisturnier ATP Challenger Saransk statt.
Saransk war einer der Austragungsorte der Fußball-Weltmeisterschaft 2018. Hierzu wurde die Mordwinien-Arena (Mordowija-Arena) gebaut. In diesem Stadion spielte nach der WM ein halbes Jahr die Mannschaft „Tambov“.
Sportanlagen:
- Stadion „Mordowija-Arena“
- Sportschule der Olympischen Reserve der Leichtathletik
- Sportanlage „Mordowia“
- Eispalast der Republik Mordwinien
- Sportpalast
- Sportanlage „Olymp“
- Sport- und Unterhaltungs-Komplex „Formula S“
- Tennis-Center von Mordwinien
- Ski- und Biathlon-Komplex der Republik Mordwinien
- Stadion „Start“
- Palast des Wassersports
- Stadion „Saransk“

## Städtepartnerschaften
Saransk listet folgende Partnerstädte auf:
- Botewgrad
- Gorzów Wielkopolski
- Sieradz[6]

## Söhne und Töchter der Stadt
- Nikolai Sommer (1824–1847), Sinologe
- Wladimir Filatow (1875–1956), Chirurg
- Michail Winokurow (1890–1955), Eisenbahningenieur und Hochschullehrer
- Klawdija Majutschaja (1918–1989), Leichtathletin (Speerwerferin)
- Wjatscheslaw Stjaschkin (* 1956), Schachspieler und -trainer
- Michail Wdowin (* 1967), Leichtathlet[7]
- Jelena Arschinzewa (* 1971), Geherin
- Laryssa Chmjalnizkaja (* 1971), Geherin
- Walentina Polchanowa (* 1971), Radrennfahrerin
- Stanislaw Duschnikow (* 1973), Theater- und Filmschauspieler
- Sergei Wolkow (* 1974), Schachspieler
- Irina Stankina (* 1977), Leichtathletin
- Güsel Manjurowa (* 1978), Ringerin
- Denis Nischegorodow (* 1980), Leichtathlet (Geher)
- Dmitri Demiashkin (* 1982), Pianist
- Igor Jerochin (* 1985), Leichtathlet[8]
- Wladimir Semakow (* 1985), Biathlet
- Sergei Bakulin (* 1986), Geher
- Alexei Jufkin (* 1986), Gewichtheber
- Natalja Djomkina (* 1987), das „Röntgen-Mädchen“
- Jewgeni Komarow (* 1988), Radrennfahrer[9]
- Sergei Morosow (* 1988), Leichtathlet (Geher)
- Dmitri Jelchin (* 1989), Biathlet
- Anissja Kirdjapkina (* 1989), Geherin
- Jewgeni Salejew (* 1989), Ringer
- Mikhail Varshavski (* 1989), russisch-US-amerikanischer Allgemeinmediziner und YouTuber
- Stanislaw Jemeljanow (* 1990), Leichtathlet (Geher)
- Tatjana Kalmykowa (* 1990), Leichtathletin[10]
- Jelena Laschmanowa (* 1992), Geherin
- Artjom Surkow (* 1993), Ringer
- Juri Schelesnow (* 2002), Fußballspieler

Der Philosoph, Literatur- und Kunsttheoretiker Michail Bachtin lebte (mit Unterbrechungen) von 1936 bis 1961 in Saransk, wo er am Mordwinischen Pädagogischen Institut wirkte. 2013 meldete Gérard Depardieu hier einen Wohnsitz an.